# David Peel (acteur)
Pour les articles homonymes, voir David Peel.
David Peel est un acteur britannique né le 19 juin 1920 et mort le 4 septembre 1981.

## Filmographie partielle
- 1943 : Plongée à l'aube d'Anthony Asquith
- 1954 : Commando à Rhodes (They Who Dare) de Lewis Milestone
- 1960 : Les Maîtresses de Dracula de Terence Fisher
- 1960 : Les Mains d'Orlac d'Edmond T. Gréville